# Hey Ghost, Let's Fight
Hey Ghost, Let's Fight (hangul: 싸우자 귀신아; rr: Ssauja Gwisin-a) é uma telenovela sul-coreana exibida pela tvN entre 11 de julho e 30 de agosto de 2016, estrelada por Ok Taec-yeon, Kim So-hyun e Kwon Yul. É Baseado no webtoon da Naver de mesmo nome por Iminsu

## Enredo
Park Bong-pal (Ok Taec-yeon) cresceu com a capacidade de ver fantasmas. Ele usa seu poder para trabalhar como exorcista, banindo fantasmas para ganhar dinheiro suficiente para se submeter a um procedimento que irá tirar sua habilidade. Em uma escola assombrada, ele encontra Kim Hyun-ji (Kim So-hyun), um estudante de escola que, por causa de um acidente de trânsito, se tornou um espírito errante. Hyun-ji acredita que Bong-pal pode guardar o segredo de por que ela é um espírito. A fim de ser libertado de vagar infinitamente pela terra e ser capaz de ascender à próxima vida, Hyun-ji convence Bong-pal a deixá-la entrar, e os dois se tornam parceiros de luta fantasma.
Com Hyun-ji, Bong-pal descobre que ele pode lutar contra fantasmas ainda mais fortes, mas também descobre que nem todos os fantasmas são malévolos. Trabalhando e vivendo juntos, Bong-pal, um solitário de longa data, se apaixona por Hyun-ji, que retorna seus sentimentos. No entanto, ambos não sabem que estão sendo perseguidos por um espírito maligno que foi a causa do acidente de Hyun-ji, e é a razão pela qual Bong-pal pode ver fantasmas.

## Elenco

### Elenco principal
- Ok Taec-yeon como Park Bong-pal[2][3]
- Kim So-hyun como Kim Hyun-ji[4][5]
- Kwon Yul como Joo Hye-sung

### Elenco de apoio

#### Pessoas em volta de Bong-pal
- Kim Sang-ho como Myung-cheol[6]
- Kim Min-sang como Park Ji-hoon
- Son Eun-seo as Hong Myung-hee

#### Pessoas em volta de Hye-sung
- N/A como Joo Yong-man
- Yook Mi-ra como Kang Eui-sook
- N/A como Yoo Jeong-tae

#### Fantasma
- Lee Do-yeon as Oh Kyung-ja

#### Universidade de Myungsung
- Kang Ki-young as Choi Cheon-sang[7]
- Lee David as Kim In-rang[8]
- Baek Seo-yi as Im Seo-yeon[9][10]

## Trilha sonora

### OST Parte 1
| N.º            | Título                                   | Artista                  | Duração |  |
| 1.             | "I Can Only See You (너만 보여)"         | Ryu Ji-hyun e Kim Min-ji | 3:03    |  |
| 2.             | "I Can Only See You (너만 보여)" (Inst.) |                          | 3:03    |  |
| Duração total: | Duração total:                           | Duração total:           | 6:06    |  |

### OST Parte 2
| N.º            | Título                 | Artista        | Duração |  |
| 1.             | "Midnight Run"         | Pia            | 3:16    |  |
| 2.             | "Midnight Run" (Inst.) |                | 3:16    |  |
| Duração total: | Duração total:         | Duração total: | 6:32    |  |

### OST Parte 3
| N.º            | Título                              | Artista                             | Duração |  |
| 1.             | "Coincidence (우연한 일들)"         | Kim So-hee (C.I.V.A) e Song Yoo-bin | 4:03    |  |
| 2.             | "Coincidence (우연한 일들)" (Inst.) |                                     | 4:03    |  |
| Duração total: | Duração total:                      | Duração total:                      | 8:06    |  |

### OST Parte 4
| N.º            | Título                                 | Artista              | Duração |  |
| 1.             | "Console Myself (나를 위로해)"         | Rocoberry (로코베리) | 3:30    |  |
| 2.             | "Console Myself (나를 위로해)" (Inst.) |                      | 3:30    |  |
| Duração total: | Duração total:                         | Duração total:       | 7:00    |  |

### OST Parte 5
| N.º            | Título               | Artista        | Duração |  |
| 1.             | "Dream (꿈)"         | Kim So-hyun    | 3:33    |  |
| 2.             | "Dream (꿈)" (Inst.) |                | 3:33    |  |
| Duração total: | Duração total:       | Duração total: | 7:06    |  |

### OST Parte 6
| N.º            | Título          | Artista        | Duração |  |
| 1.             | "U & I"         | Sumin (수민)   | 3:32    |  |
| 2.             | "U & I" (Inst.) |                | 3:32    |  |
| Duração total: | Duração total:  | Duração total: | 7:04    |  |

## Classificações
Na tabela abaixo, os números azuis representam as audiências mais baixas e os números vermelhos representam as audiências mais elevadas.
| Episódio | Data de transmissão original | Média de participação do público | Média de participação do público | Média de participação do público |
| Episódio | Data de transmissão original | AGB Nielsen                      | AGB Nielsen                      | TNmS                             |
| Episódio | Data de transmissão original | Em todo o país                   | Seul                             | Em todo o país                   |
| -------- | ---------------------------- | -------------------------------- | -------------------------------- | -------------------------------- |
| 1        | 11 de julho de 2016          | 4.055%                           | 5.228%                           | 3.6%                             |
| 2        | 12 de julho de 2016          | 4.063%                           | 4.473%                           | 4.2%                             |
| 3        | 18 de julho de 2016          | 3.515%                           | 4.237%                           | 3.4%                             |
| 4        | 19 de julho de 2016          | 3.866%                           | 3.937%                           | 3.7%                             |
| 5        | 25 de julho de 2016          | 3.493%                           | 3.559%                           | 3.0%                             |
| 6        | 26 de julho de 2016          | 3.379%                           | 4.143%                           | 4.2%                             |
| 7        | 1 de agosto de 2016          | 2.393%                           | 2.122%                           | 3.6%                             |
| 8        | 2 de agosto de 2016          | 3.668%                           | 3.555%                           | 5.1%                             |
| 9        | 8 de agosto de 2016          | 2.848%                           | 3.100%                           | 3.4%                             |
| 10       | 9 de agosto de 2016          | 3.630%                           | 4.202%                           | 4.3%                             |
| 11       | 15 de agosto de 2016         | 3.029%                           | 3.883%                           | 3.6%                             |
| 12       | 16 de agosto de 2016         | 3.178%                           | 3.800%                           | 3.7%                             |
| 13       | 22 de agosto de 2016         | 2.135%                           | 1.824%                           | 2.3%                             |
| 14       | 23 de agosto de 2016         | 3.492%                           | 3.893%                           | 4.1%                             |
| 15       | 29 de agosto de 2016         | 3.247%                           | 4.092%                           | 3.3%                             |
| 16       | 30 de agosto de 2016         | 4.311%                           | 4.755%                           | 5.3%                             |
| Média    | Média                        | 3.394%                           | 3.800%                           | 3.8%                             |

- Este drama foi transmitido por um canal de televisão por assinatura, que normalmente tem um público relativamente menor em comparação com as emissoras de televisão abertas (KBS, SBS, MBC e EBS).

## Transmissão internacional
- Argélia: Foi ao ar na DTV a partir de 13 de agosto de 2016 todos os dias, exceto sexta-feira às 18:00 (AST), com legendas em árabe.[13]
- Malásia: Foi ao ar na 8TV a partir de 25 de agosto de 2016 às quintas e sextas-feiras às 21:30 (MST).
- Filipinas: Ele foi ao ar na GMA Network desde 18 de setembro de 2017 sob o título Let's Fight Ghost.
- Tailândia: Foi ao ar no Channel 8 a partir de 25 de agosto de 2016 aos sábados e domingos às 10h45 (THT).[14]
- Vietname: Exibido na rede por cabo K+NS a partir de 23 de janeiro de 2017 às segundas e terças-feiras às 20:00 (UTC+7)[15][16]
- No sudeste da Ásia, a série foi ao ar na tvN Asia sob o título de Hey Ghost, Let's Fight, 24 horas depois da transmissão original.